# Typhlodromus persianus
Typhlodromus persianus är en spindeldjursart som beskrevs av D. McMurtry 1977. Typhlodromus persianus ingår i släktet Typhlodromus och familjen Phytoseiidae. Inga underarter finns listade i Catalogue of Life.